# Thomas Karlsson (bandyspelare)
Karl Thomas Lennart Karlsson, född 21 maj 1957 i Gällivare församling i Norrbottens län, är en svensk bandyspelare som började sin karriär i Hälleforsnäs IF. 
Han har bland annat spelat i Hälleforsnäs, Örebro, Katrineholm, Selånger SK och Motala. I Motala tog han 1987 SM-guld. 
Två SM-finaler med IFK Motala 1985 och 1987. Avgjorde IFK Motalas semifinal mot Vetlanda 1985 som blev östgötarnas första final sen klubben bildades. Antal säsonger på elitnivå, från 1975-1990. Han är far till David Karlsson som spelar i Villa bandyklubb sen 2010,  och har tidigare representerat Svenska landslaget i bandy åren 2005, 2006, 2007, 2008 och 2011.